# Igaratinga
Igaratinga is een gemeente in de Braziliaanse deelstaat Minas Gerais. De gemeente telt 9.045 inwoners (schatting 2009).

## Aangrenzende gemeenten
De gemeente grenst aan Carmo do Cajuru, Conceição do Pará, Itaúna, Pará de Minas en São Gonçalo do Pará.